# Đế quốc Khwarazm
Đế quốc Khwarazm, sử liệu Trung Quốc phiên âm là Hoa Lạt Tử Mô, là một đế chế Hồi giáo dòng Sunni của người Thổ-Ba Tư  cai trị phần lớn Trung Á, Afghanistan và Iran ngày nay. Trong giai đoạn 1077 đến 1231, đầu tiên nó là chư hầu của Đế quốc Seljuk  và Qara Khitai (triều đại Tây Liêu), và sau đó trở nên độc lập, cho đến khi bị Đế quốc Mông Cổ chinh phục vào thế kỷ XIII. Người ta ước tính rằng đế chế này trải dài trên diện tích từ 2,3 triệu km2   đến 3,6 triệu km2  vào đầu thế kỷ XIII, khiến nó trở thành một trong những đế chế trên đất liền lớn nhất trong lịch sử nhân loại.
Ngày thành lập nhà nước Khwarazmshahs vẫn còn gây tranh cãi. Vương triều cai trị đế chế được thành lập bởi Anush Tigin (còn được gọi là Gharachai), ban đầu là nô lệ người Thổ của những nhà cai trị Gharchistan, sau đó trở thành Mamluk phục vụ cho Seljuqs. Tuy nhiên, chính Ala ad-Din Atsiz, hậu duệ của Anush Tigin, người đã giành được độc lập cho Khwarazm khỏi các nước láng giềng.
Năm 1220, người Mông Cổ dưới sự cai trị của Thành Cát Tư Hãn đã xâm lược Đế chế Khwarazmia, chinh phục thành công toàn bộ nó trong vòng chưa đầy hai năm. Người Mông Cổ đã khai thác những điểm yếu và xung đột hiện có trong đế chế, bao vây và cướp bóc những thành phố giàu có nhất, đồng thời tạo ra một trong những cuộc chiến đẫm máu nhất trong lịch sử nhân loại.

## Lịch sử

### Lịch sử ban đầu
Tước hiệu Khwarazmshah được người sáng lập triều đại Afrigid giới thiệu vào năm 305 sau Công nguyên và tồn tại cho đến năm 995. Sau một thời gian ngắn gián đoạn, tước hiệu này đã được phục hồi. Trong cuộc nổi dậy ở Khwarazm năm 1017, quân nổi dậy đã giết chết nhà cai trị Khwarazm lúc bấy giờ là Abu'l-Abbas Ma'mun và vợ của ông ta là Khurra-ji, em gái của Sultan Mahmud, người cai trị của Ghaznavid. Đáp lại, Mahmud xâm lược khu vực để dập tắt cuộc nổi loạn. Sau đó, ông đã lập lên một nhà cai trị mới và sáp nhập một phần của Khwarazm. Kết quả là Khwarazm trở thành một tỉnh của đế chế Ghaznavid và duy trì như vậy cho đến năm 1034.
Năm 1077, quyền kiểm soát khu vực, trước đây thuộc về người Seljuq từ năm 1042 đến năm 1043, được chuyển vào tay Anushtegin Gharchai, một chỉ huy mamluk người Thổ Nhĩ Kỳ của Nhà Seljuq. Năm 1097, thống đốc Khwarazm gốc Thổ là Ekinchi ibn Qochqar tuyên bố độc lập khỏi Seljuqs và tự xưng là vua của Khwarazm. Tuy nhiên, sau một thời gian ngắn, ông ta bị giết bởi một số người có cảm tình với Seljuq trong một cuộc nổi dậy. Sau đó, ông được thay thế bằng con trai của Anush Tigin Gharachai là Qutb al-Din Muhammad bởi Seljuqs, những người đã tái chiếm khu vực. Do đó, Qutb al-Din trở thành Khwarazmshah cha truyền con nối đầu tiên.

### Nổi lên

#### Anushtegin Gharachai

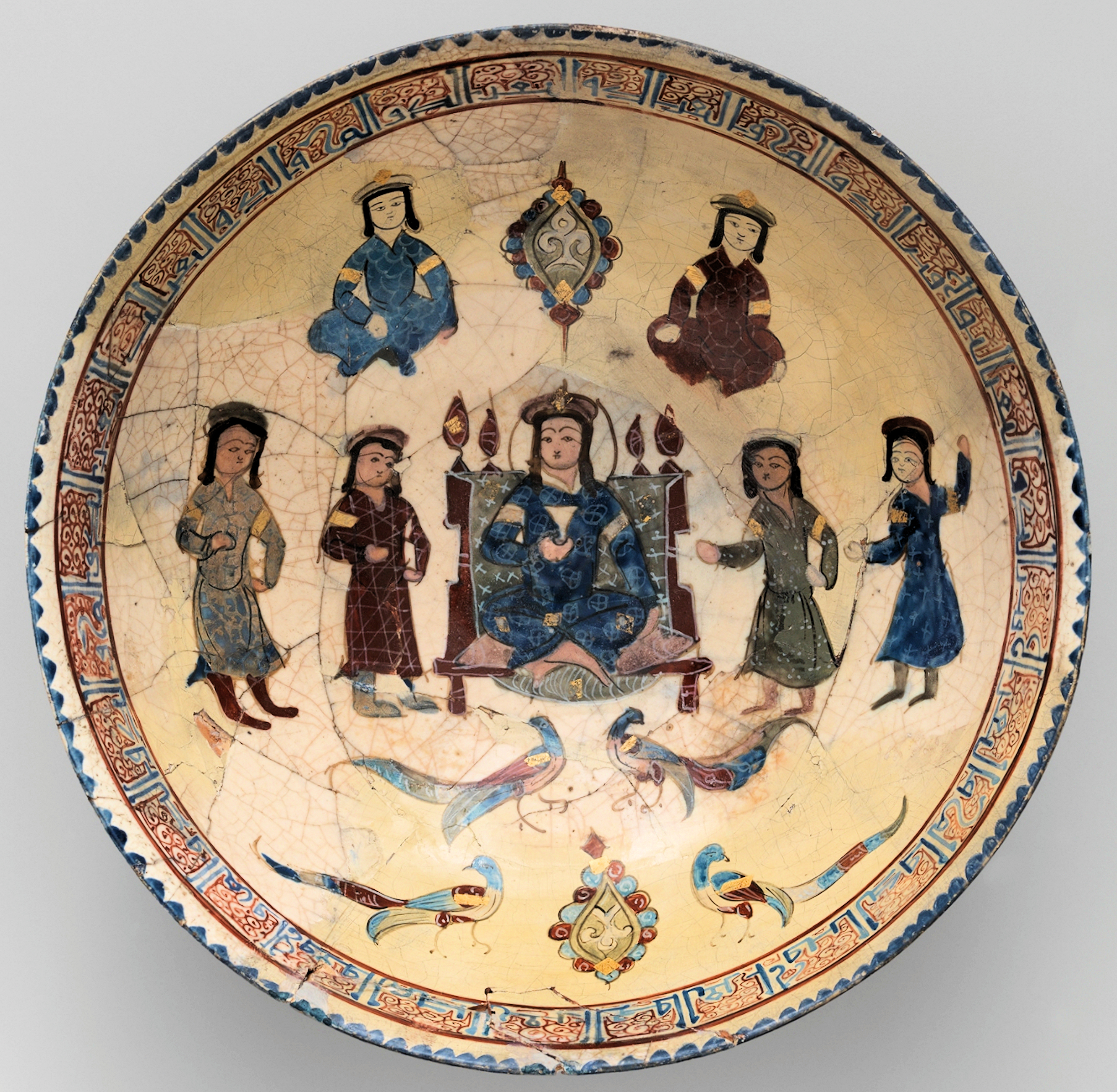
Gốm Mina'i với hình tượng một nhà cai trị lên ngôi. Đầu thế kỷ XIII, Iran.

Anushtegin Gharachai là một người Thổ, chỉ huy mamluk của Nhà Seljuq và là thống đốc của Khwarazm từ khoảng năm 1077 đến năm 1097. Ông là thành viên đầu tiên trong Gia đình cai trị Khwarazm, và là tên gọi của triều đại sẽ cai trị tỉnh này vào thế kỷ XII và đầu thế kỷ XIII.
Anushtegin được chỉ huy cùng với Al-Taj Gümüshtegin vào năm 1073 bởi sultan của Seljuq là Malik Shah I để chiếm lại lãnh thổ ở phía Bắc Đại Khorasan mà người Ghaznavid đã chiếm giữ. Sau đó, ông được phong làm tasht-dar của sultan (tiếng Ba Tư: "người giữ kim khí hoàng gia"), và vì doanh thu từ Khwarazm được dùng để chi trả cho các chi phí phát sinh ở địa phương này, ông được phong làm thống đốc của tỉnh. Không rõ chi tiết về nhiệm kỳ thống đốc của ông, nhưng ông qua đời vào năm 1097 và chức vụ này được trao một thời gian ngắn cho Ekinchi bin Qochqar trước khi được chuyển giao cho con trai ông, Qutb al-Din Muhammad.

## Dân cư
Dân số của Đế chế Kwarazmian bao gồm chủ yếu là người Iran định cư và người Thổ Nhĩ Kỳ nửa du mục.
Dân số đô thị của đế chế tập trung ở một số lượng tương đối nhỏ (theo tiêu chuẩn thời trung cổ) các thành phố rất lớn trái ngược với một số lượng lớn các thị trấn nhỏ hơn. Dân số của đế chế được ước tính là 5 triệu người vào đêm trước cuộc xâm lược của người Mông Cổ vào năm 1220, khiến nó trở nên thưa thớt trên một khu vực rộng lớn. Các nhà nhân khẩu học lịch sử Tertius Chandler và Gerald Fox đưa ra những ước tính sau đây cho dân số của các thành phố lớn của đế chế vào đầu thế kỷ XIII, cộng lại ít nhất 520.000 và nhiều nhất là 850.000 người:
- Samarqand: 80.000–100.000
- Nishapur: 70.000
- Rayy/Rey: 100.000
- Isfahan: 80.000
- Merv: 70.000
- Balkh: c. 30.000
- Bost: c. 40.000
- Herat: c. 40.000
- Otrar, Urgench, và Bukhara: không rõ, nhưng ít hơn 70.000.[22]

## Quân đội
Người ta ước tính rằng quân đội Khwarazmia, trước cuộc xâm lược của người Mông Cổ, bao gồm khoảng 40.000 kỵ binh, chủ yếu là người Thổ. Lực lượng dân quân tồn tại ở các thành phố lớn của Khwarazm nhưng chất lượng kém. Với tổng số quân khoảng 700.000 người, các thành phố lớn có thể có tổng cộng 105.000 đến 140.000 nam giới khỏe mạnh trong độ tuổi chiến đấu (15–20% dân số), nhưng chỉ một phần nhỏ trong số này sẽ là một phần của lực lượng dân quân chính thức được đào tạo và trang bị vũ khí chiến đấu.